# Отдельная рота медицинского усиления
Отдельная рота медицинского усиления (ОРМУ) — во время Великой Отечественной войны отдельная военно-медицинская часть армейского или фронтового подчинения, составленная из медицинских работников разных специальностей с целью оказания немедленной медицинской помощи раненым, поступающим из боевых порядков войск.

## В воспоминаниях ветеранов
В это время в армии как раз организовывалось такое подразделение: отдельная рота медицинского усиления (орму). Должны были быть общехирургические, нейрохирургические и глазной группы орму. Поскольку мы как раз приехали в период реорганизации, то нас просто прикрепляли к какому-либо госпиталю, так и необмундированных. Вот так какое-то время мы были "ничьи". В конце концов, создали эти орму. Нас организовали в общехирургическую группу в составе 2 врачей, 1 медсестры, 2 фельдшеров и 1 санитара. Группу посылали туда, где больше раненых, на усиление, т.е. туда, где идут большие бои. Только тогда нам выдали форму, поставили на довольствие, зарплату какую-то положили. Когда армия совершала успешный прорыв и могла зайти глубоко в тыл немцам, становилось слишком далеко везти раненых в медсанбат, и нашу группу выбрасывали вперед, мы стояли сразу за полковым медпунктом. Раненые сначала к нам попадали, а от нас их уже должны были перевозить в медсанбат. Так было на бумаге, а на практике: все на попутных машинах, техники своей не было, с собой только перевязочные материалы, хирургические инструменты.— Ковалева Надежда Дмитриевна